# Regeringens handlingsplan for terrorbekæmpelse
Den danske Fogh-regering fremsatte november 2005 Regeringens handlingsplan for terrorbekæmpelse. Handlingsplanen indeholder 49 initiativer. Punkterne 1-14 og 31-49 er strafferetslige, mens punkterne 15-30 er it-relaterede.